# رها راستی‌فرد

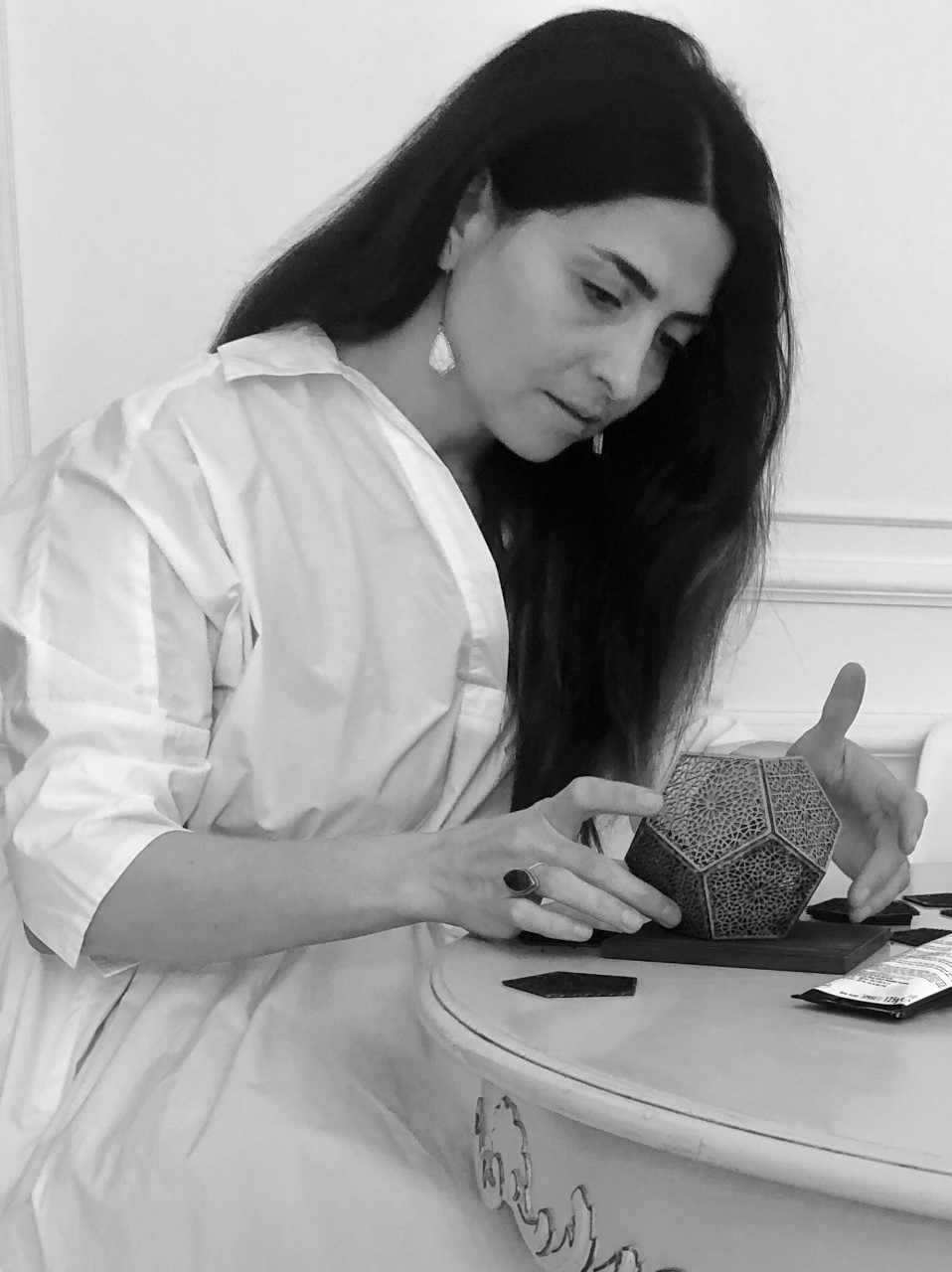
رها راستی‌فرد سال ۲۰۱۹.

رها راستی‌فرد، زاده ۱۲ بهمن ۱۳۵۳ در ایران، یک هنرمند تجسمی معاصر ایرانی - آلمانی در استکهلم است.

## زندگی‌نامه
رها راستی‌فرد هنرمند تجسمی ایرانی - آلمانی است که هم‌اکنون در استکهلم زندگی می‌کند. راستی فرد تاکنون آثار متعددی در رشته‌های مختلف از قبیل نقاشی، ،ویدئو آرت، عکاسی، طراحی، چیدمان، مجسمه‌سازی، چاپ و هنر عمومی خلق کرده است.
راستی فرد پس از پایان دوره کارشناسی هنر در ایران دو مدرک کارشناسی ارشد خود را: در پژوهش هنر اروپایی و اسلامی و ایران‌شناسی از دانشگاه آزاد برلین دریافت کرد. وی همچنین یک دوره تخصصی در زمینه هنر آزاد که برای هنرمندان حرفه ای پس از مقطع کارشناسی ارشد برگزار می‌گردد را در کالج سلطنتی هنر استکهلم به پایان رسانده‌است.
راستی فرد در سال ۲۰۰۹ با مجموعه طوبی نامزد دریافت جایزه «آزادی برای خلق اثر» شد. این مجموعه در موزه پرگامون برلین و در چندین شهر اروپایی از جمله موزه ویکتوریا و آلبرت در لندن به نمایش گذاشته شد. راستی فرد همچنین در نیویورک، توکیو، دهلی و شانگهای آثارش به نمایش درآمده است. 

## سازه‌های هنری شهری

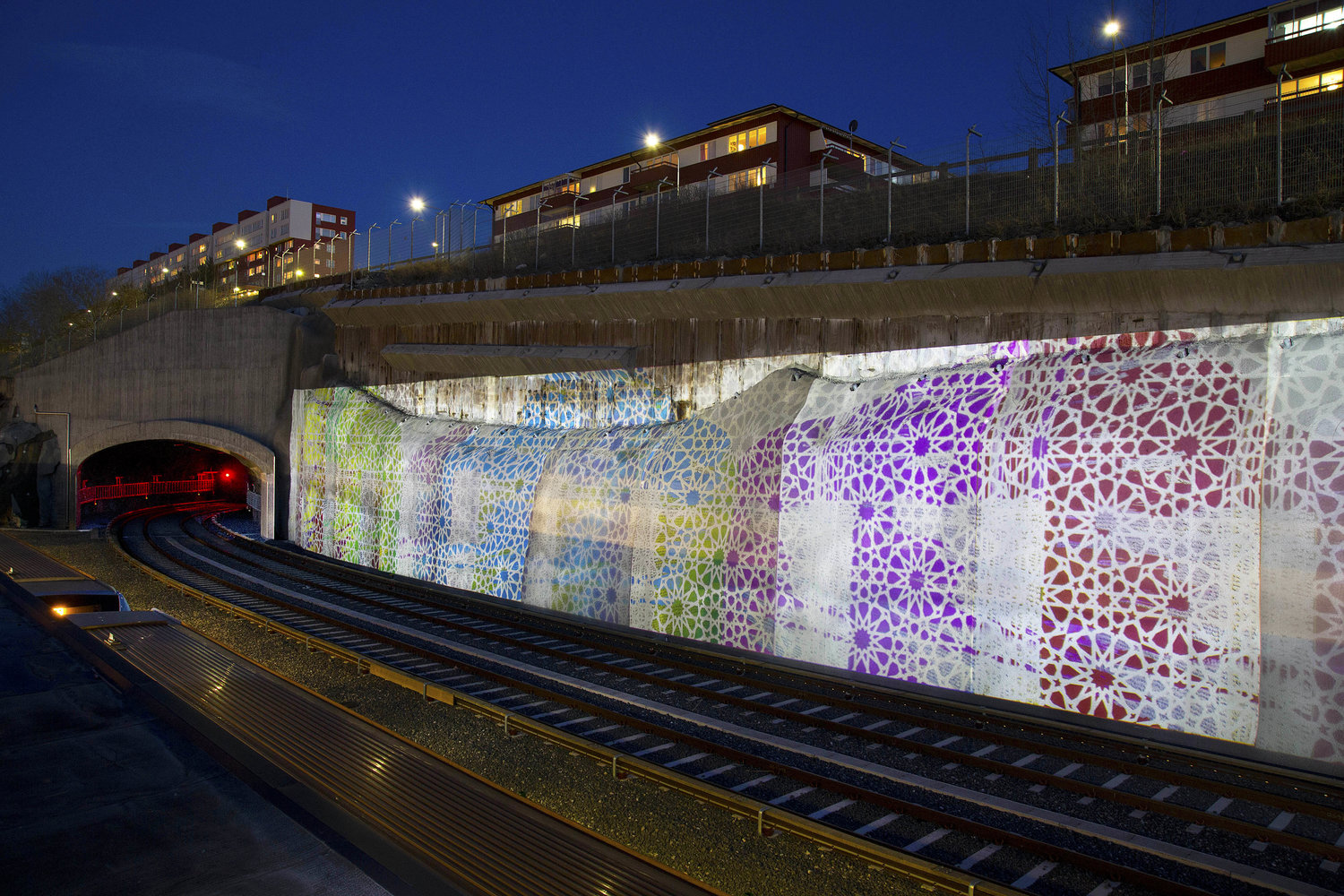
ترجمه نام اثر: "ادای احترام به حرکت" " هنر عمومی در ایستگاه مترو نورشبوری استکهلم، ۲۰۱۷

- ترجمه نام اثر: "ادای احترام به حرکت" " هنر عمومی در ایستگاه مترو نورشبوری استکهلم، ۲۰۱۷ ادای احترام به حرکت، هنر عمومی در ایستگاه مترو نورشبوری، ۲۰۱۷، استکهلم، سوئد[۲]

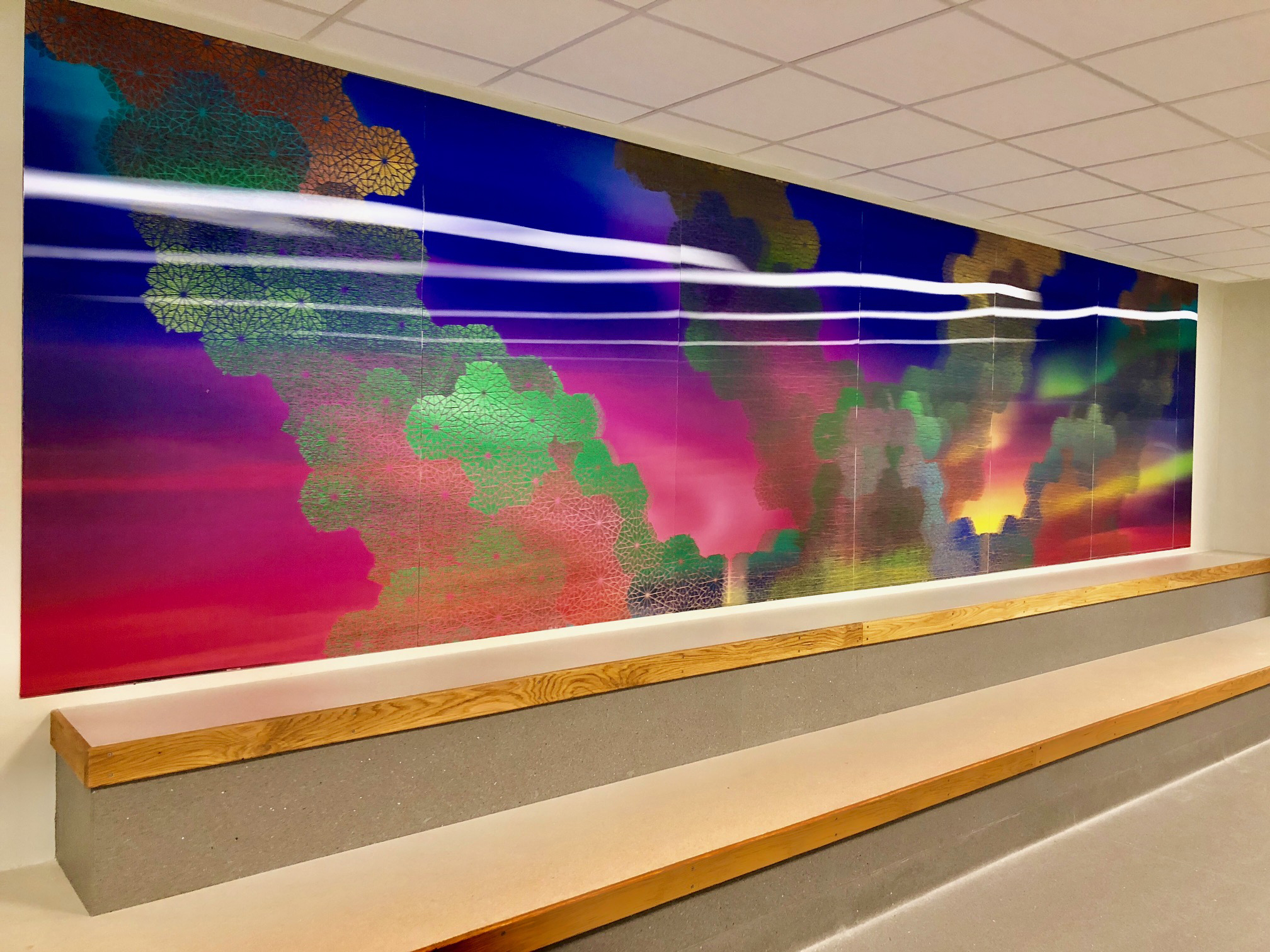
شفق قطبی، پرینت روی لنز، مدرسه نوربی، اوروبرو، سوئد

- شفق قطبی، پرینت روی لنز، مدرسه نوربی، اوروبرو، سوئدشفق قطبی، 2017، مدرسه نوربی، اوربرو، سوئد[۳]

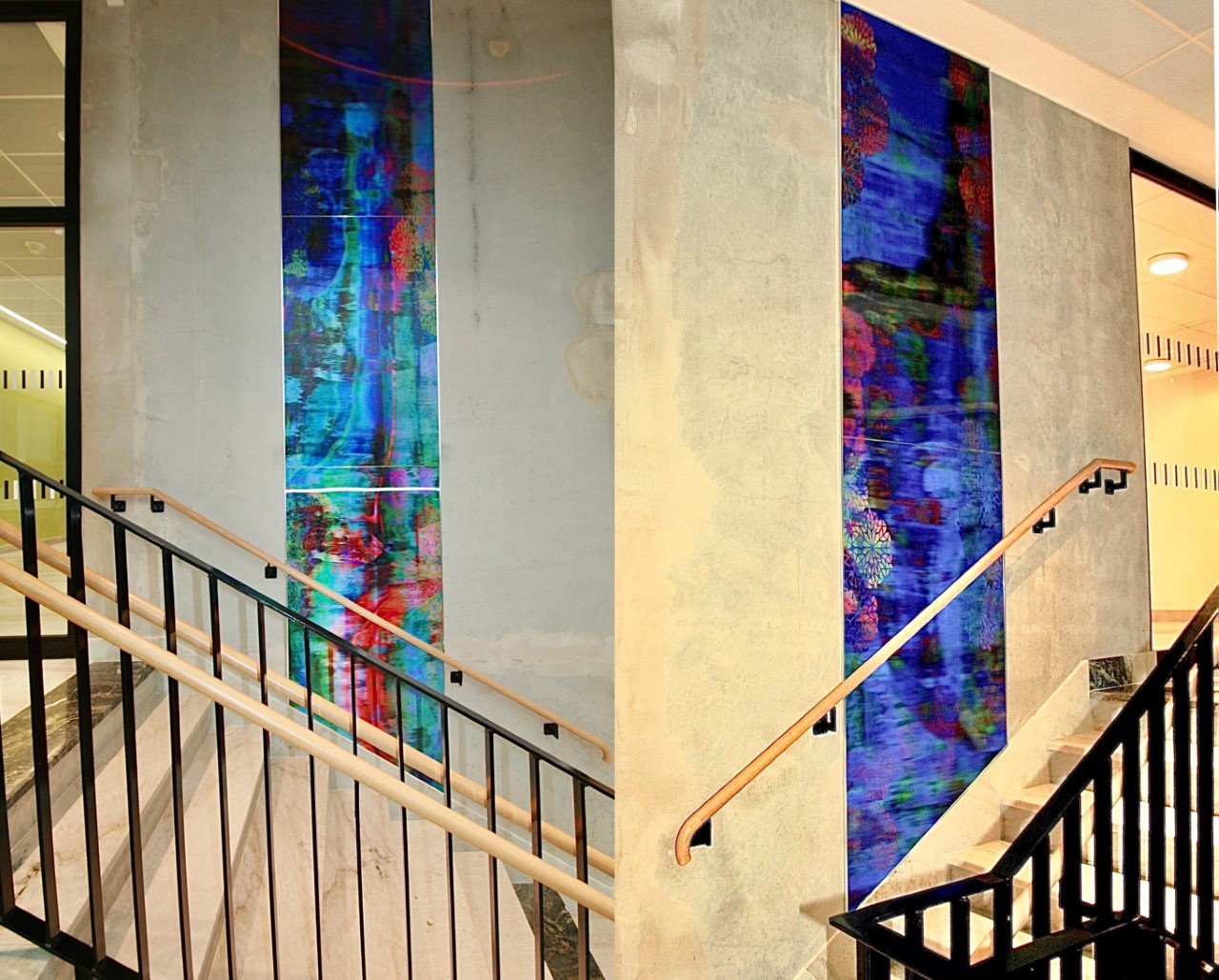
باغ معلق نیلوفر، پرینت روی لنز، بیمارستان دندرید، استکهلم، سوئد

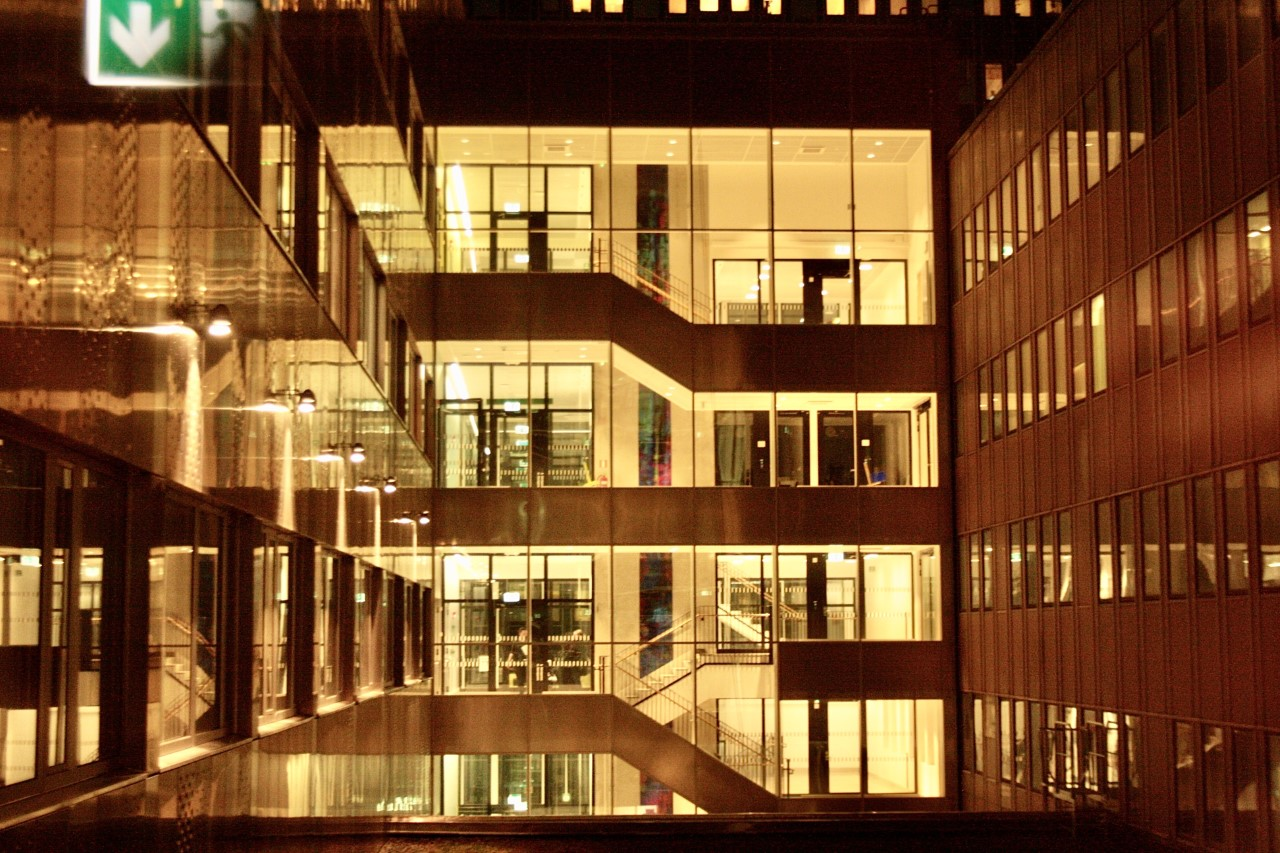
نمای دور باغ معلق نیلوفر، بیمارستان دندرید، استکهلم، سوئد

- باغ معلق نیلوفر، پرینت روی لنز، بیمارستان دندرید، استکهلم، سوئدنمای دور باغ معلق نیلوفر، بیمارستان دندرید، استکهلم، سوئدباغ معلق نیلوفر، بیمارستان ۲۰۱۹، بیمارستان دندرید استکهلم، سوئد[۴]

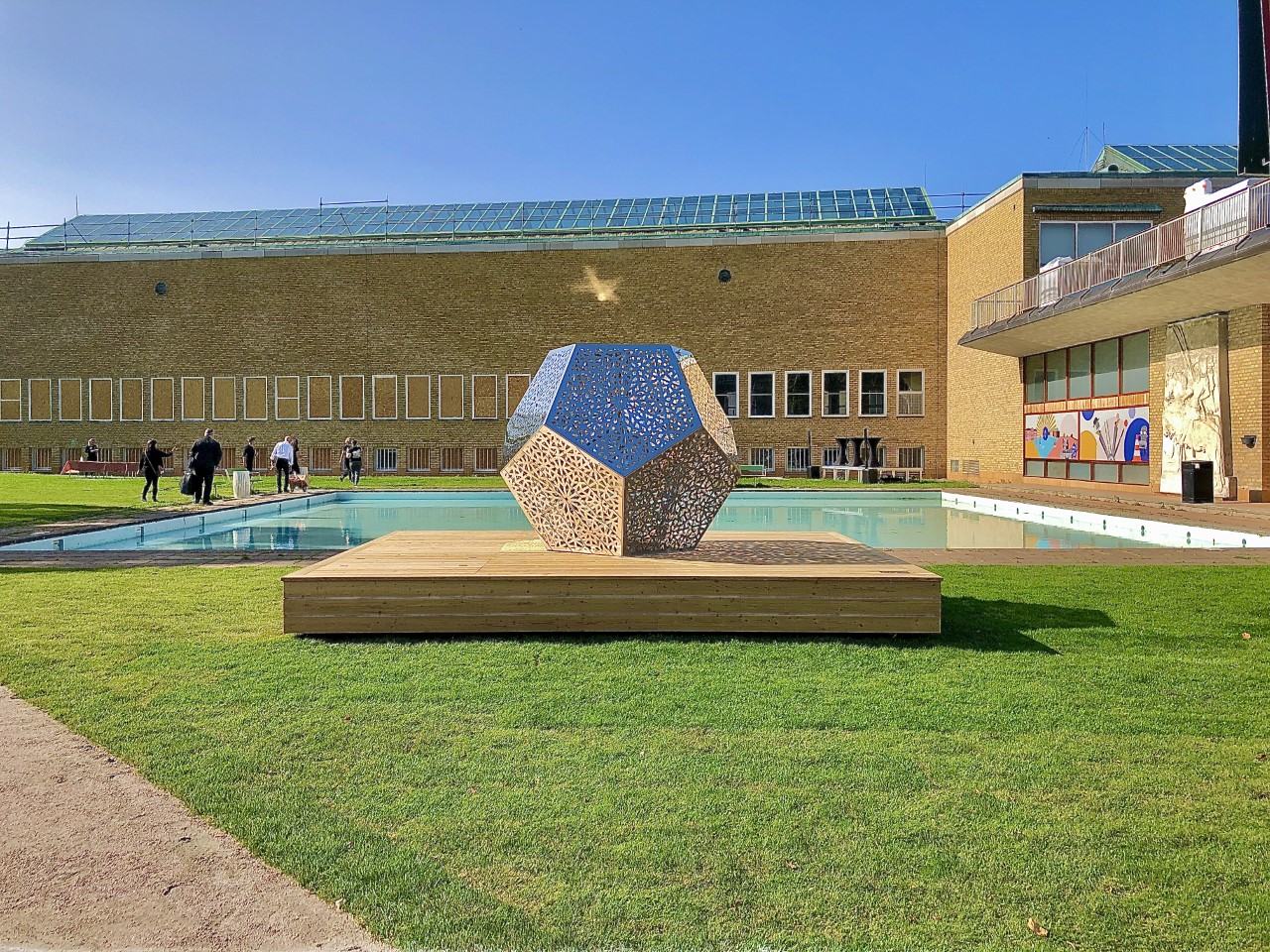
مجسمه عنصر پنجم، تلفیقی از نور، سایه و آینه فلزی، موزه اوستریوتلاند، لینشوپینگ.

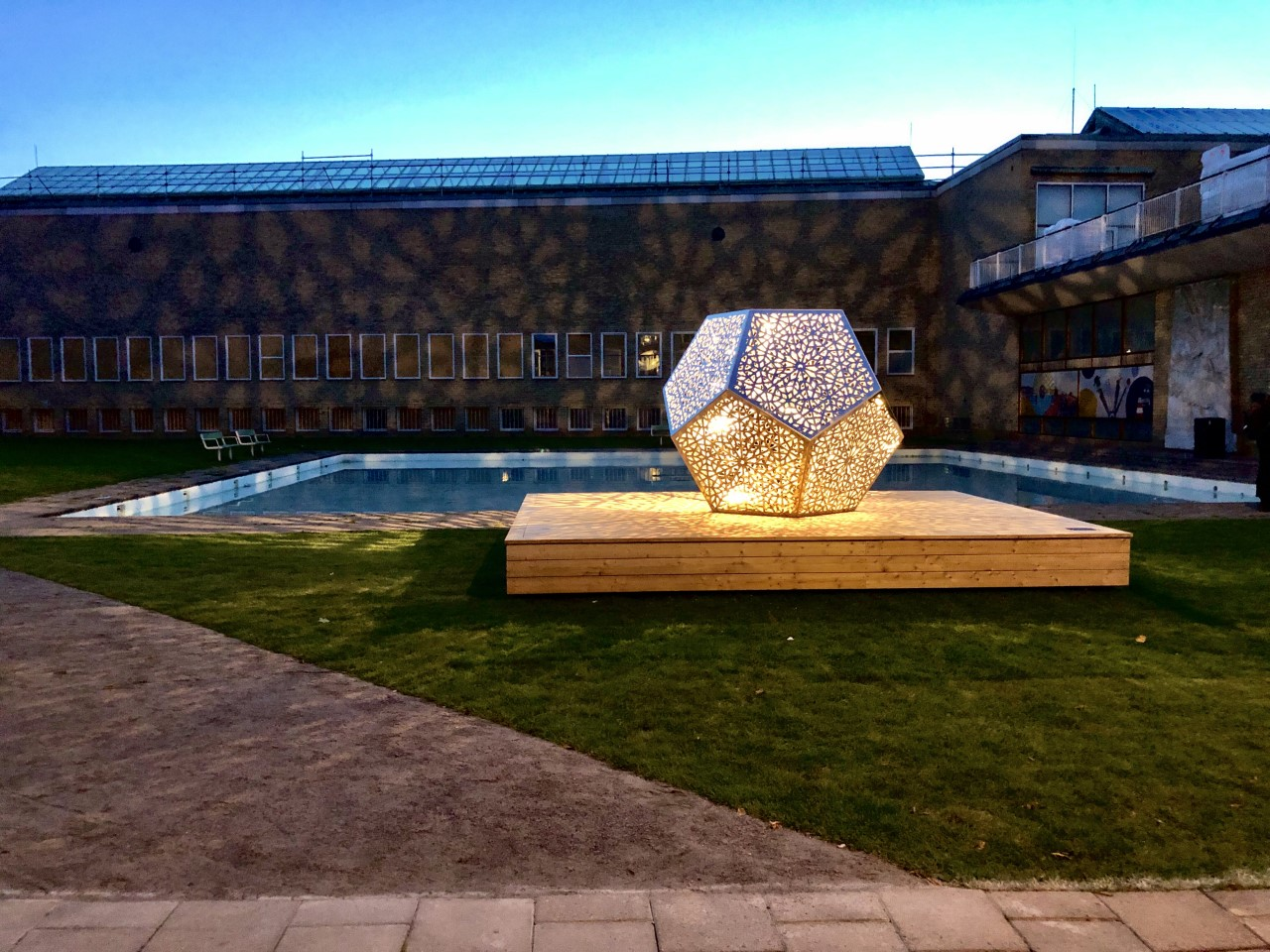
نمای غروب از مجسمه عنصر پنجم، تلفیقی از نور، سایه و آینه فلزی، موزه اوستریوتلاند، لینشوپینگ.

- مجسمه عنصر پنجم، تلفیقی از نور، سایه و آینه فلزی، موزه اوستریوتلاند، لینشوپینگ.نمای غروب از مجسمه عنصر پنجم، تلفیقی از نور، سایه و آینه فلزی، موزه اوستریوتلاند، لینشوپینگ.عنصر پنجم، ۲۰۲۰، موزه اوستریوتلاند، لینشوپینگ، سوئد[۵]